# Lago Großer Zillmann
El lago Großer Zillmann (en alemán: Großer Zillmannsee) es un lago situado en el distrito de Llanura Lacustre Mecklemburguesa, en el estado de Mecklemburgo-Pomerania Occidental (Alemania), a una altitud de 66.5 metros; tiene un área de 14.1 hectáreas.